# Цзишоу
Цзишо́у (кит. упр. 吉首, пиньинь Jíshǒu) — городской уезд Сянси-Туцзя-Мяоского автономного округа провинции Хунань (КНР). Название является китайской транскрипцией слова из языка мяо, означающего «важное и богатое место».

## История
Во времена империи Мин эти места были подчинены Чэньчжоуской управе (辰州府). При империи Цин в 1704 году здесь был учреждён Цяньчжоуский комиссариат (乾州厅). В 1796 году комиссариат был подчинён напрямую властям провинции, став Цяньчжоуским непосредственно управляемым комиссариатом (乾州直隶厅). После Синьхайской революции в Китае была проведена реформа структуры административного деления, в ходе которой комиссариаты были упразднены, и поэтому в 1913 году комиссариат был преобразован в уезд Цяньсянь (乾县). Однако оказалось, что в провинции Шэньси уже имеется уезд с точно таким же названием, и поэтому в 1914 году уезд был переименован в Цяньчэн (乾城县).
После образования КНР в 1949 году был создан Специальный район Юаньлин (沅陵专区), и уезд вошёл в его состав. В августе 1952 года специальный район Юаньлин был расформирован, и уезд перешёл в состав Сянси-Мяоского автономного района окружного уровня (湘西苗族自治区).
В 1953 году китайское название было заменено на название из языка мяо, и уезд Цяньчэн был переименован в Цзишоу (吉首县).
28 апреля 1955 года Сянси-Мяоский автономный район был переименован в Сянси-Мяоский автономный округ (湘西苗族自治州).
20 сентября 1957 года Сянси-Мяоский автономный округ был переименован в Сянси-Туцзя-Мяоский автономный округ.
Постановлением Госсовета КНР от 3 августа 1982 года уезд Цзишоу был преобразован в городской уезд.

## Административное деление
Городской уезд делится на 4 уличных комитета, 5 посёлков и 1 волость.